# Nyikolaj Jevgenyjevics Larionov
Nyikolaj Jevgenyjevics Larionov (oroszul: Николай Евгеньевич Ларионов; Volhov, 1957. január 19. –) orosz labdarúgóedző, korábban szovjet válogatott labdarúgó.

## Pályafutása

### Klubcsapatban
Pályafutása nagy részét a Zenyit Leningrád csapatában töltötte. 1979 és 1989 között 266 mérkőzésen lépett pályára és 14 alkalommal volt eredményes. 1984-ben szovjet bajnoki címet és szuperkupagyőzelmet szerzett csapatával.

### A válogatottban
1983 és 1986 között 19 alkalommal szerepelt a szovjet válogatottban és 2 gólt szerzett. Részt vett az 1986-os világbajnokságon.

## Sikerei, díjai
Zenyit Szankt-Petyerburg
- Szovjet bajnok (1): 1984
- Szovjet kupadöntős (1): 1984
- Szovjet szuperkupa (1): 1984

## Külső hivatkozások
- Nyikolaj Jevgenyjevics Larionov – a FIFA adatbázisában
- Nyikolaj Larionov adatlapja a National-Football-Teams.com oldalon (angolul)

- Nyikolaj Larionov. eu-football.info
- Nyikolaj Larionov (orosz nyelven). rusteam.permian.ru. [2020. február 24-i dátummal az eredetiből archiválva]. (Hozzáférés: 2018. március 16.)